# Snap Out Of It
«Snap Out Of It» es una canción de la banda de rock británica Arctic Monkeys de su quinto álbum, AM. Fue lanzada el 16 de junio de 2014, junto a su vídeo musical, el cual está disponible para descarga en iTunes.

## Letra
La letra de esta canción se basa en la historia de dos personas que en un tiempo estuvieron juntos, pero ahora no y se preguntan cosas para que una reaccione y cambie su forma de pensar y cuando esa persona cambie, la otra estará esperándola.

## Vídeo musical

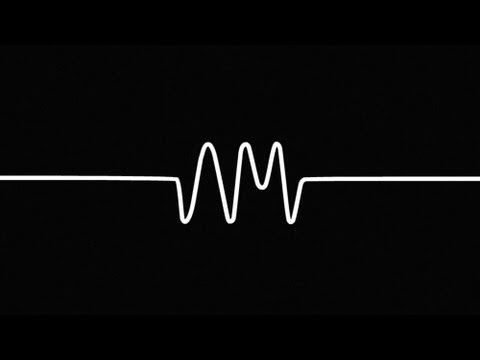
Símbolo de Arctic Monkeys, presentado en el álbum AM.

El vídeo que presenta la canción es interpretado por la actriz Stephanie Sigman, pero también aparecen partes de vídeos de los integrantes de la banda Alex Turner, Jamie Cook, Matt Helders y Nick O'Malley. Dirigido por Focus Creeps en el cual Stephanie representa a una fanática del grupo y la exnovia del líder de la banda y mediante vídeos recuerda momentos, al observar y analizar las viejas cintas, esta mujer comienza a hacer todo tipo de cosas, de a poco se va alterando y termina llorando. Lo que se quiere demostrar es el fanatismo que pueden llegar a tener las personas hacia la banda, que hacen todo tipo de cosas sin importarles nada.